# فيليستاس هوب
فيليستاس هوب (بالألمانية: Felicitas Hoppe)‏ هي كاتِبة وكاتبة للأطفال ألمانية، ولدت في 22 ديسمبر 1960 في هاملن في ألمانيا.

## وصلات خارجية
- فيليستاس هوب على موقع IMDb (الإنجليزية)
- فيليستاس هوب على موقع مونزينجر (الألمانية)